# Aramark
Aramark Corporation est une société offrant aux entreprises et au public des services dans le domaine de la restauration, gestion de parc immobilier, réception, uniformes et vêtements de travail. Le siège de l'entreprise se trouve à Philadelphie aux États-Unis, elle emploie environ 250 000 personnes dans 18 pays. La société est 215e au classement Forbes 500 de 2006.

## Quelques établissements
- Ahwahnee Hotel – Parc national de Yosemite, en Californie.
- Badger Pass Ski Area – Parc national de Yosemite, en Californie.
- Crater Lake Lodge – Parc national de Crater Lake, en Oregon.
- Curry Village – Parc national de Yosemite, en Californie.
- Degnan's Restaurant – Parc national de Yosemite, en Californie.
- Far View Lodge – Parc national de Mesa Verde, au Colorado.
- Glacier Point Ski Hut – Parc national de Yosemite, en Californie.
- Glen Aulin High Sierra Camp – Parc national de Yosemite, en Californie.
- Lake Crescent Lodge – Parc national Olympique, dans l'État de Washington.
- Lake Quinault Lodge – Forêt nationale Olympique, dans l'État de Washington.
- May Lake High Sierra Camp – Parc national de Yosemite, en Californie.
- Merced Lake High Sierra Camp – Parc national de Yosemite, en Californie.
- Sunrise High Sierra Camp – Parc national de Yosemite, en Californie.
- Tuolumne Meadows Lodge – Parc national de Yosemite, en Californie.
- Vogelsang High Sierra Camp – Parc national de Yosemite, en Californie.
- Wawona Hotel – Parc national de Yosemite, en Californie.
- White Wolf Lodge – Parc national de Yosemite, en Californie.
- Yosemite Valley Lodge – Parc national de Yosemite, en Californie.

## Controverses
En 2010, l'entreprise est accusée de négliger la qualité de la nourriture servie aux détenus dans ses prisons au Michigan et dans l'Ohio. En 2015, de la nourriture servie après avoir été jetée à la poubelle, polluée par des déjections de rongeurs aurait conduit à la mise à pied d'un employé dans le Michigan . En 2007, en Floride, l'entreprise est condamnée à la suite de repas facturés qui n'auraient pas été réellement servis